# غلوسا (ماغنيسيا)
غلوسا (Γλώσσα) هي مدينة في ماغنيسيا في مقاطعة فوريا إلادا في اليونان.
يبلغ عدد سكانها حوالي 928 نسمة.